# Runan
Runan  (en chino, 汝南; pinyin, Rǔnán) es un condado  bajo la administración directa de la Prefectura Zhumadian en la Provincia de Henan, República Popular China.  Su área es de 1503 km² y su población total para 2020 superó los 600 mil habitantes. 

## Administración
A julio de 2025, el  Condado Runan  se divide en 18 pueblos  administrados en 4  subdistritos, 12 poblados y 2   villas.

## Toponimia
El topónimo Runan significa "al sur del [río] Ru". Según el Diccionario Etimológico de Topónimos Chinos (中国地名辞源), recibió su nombre por estar la ciudad en la orilla sur del río Ru.

## Historia
En la antigüedad, esta zona se denominaba "la mitad del mundo" (天中), ya que era el centro de gobierno de la provincia de Yu y se encontraba en el corazón de las denominadas Nueve Provincias. El duque de Zhou (周公), el estadista más influyente de la dinastía Zhou temprana, visitó Runan muchas veces y la calificó como el "centro de la tierra". Durante la dinastía Han, aportó la mayor cantidad de funcionarios al gobierno central de todas las comandancias, y fue la cuna del inmensamente influyente y extendido clan Ru'nan Yuan. En tiempos pasados, el condado de Runan fue conocido en diversas ocasiones como condado de Ancheng (安城县), condado de Ruyang (汝阳县) y Caizhou (蔡州), entre otras denominaciones. Durante la dinastía Zhou (1045-256 a. C.), el estado vasallo de Dao se encontraba dentro de las fronteras del condado.
La ciudad fue escenario de una importante batalla, el asedio de Caizhou, en la guerra entre el Imperio mongol y la dinastía yurchen Jin. El emperador Aizong, gobernante yurchen, había huido a Caizhou después de que los mongoles capturaran la capital jin, Kaifeng. Se suicidó en Caizhou y su sucesor, el emperador Mo, fue asesinado en la ciudad sitiada. La dinastía Jin terminó en Runan en 1234.